# Kisújszállás
Kisújszállás è una città di 11.906 abitanti situata nella contea di Jász-Nagykun-Szolnok, nell'Ungheria centro-orientale.

## Amministrazione

### Gemellaggi
- Pačir, Serbia
- Eberschwang, Austria
- Spišská Nová Ves, Slovacchia
- Săcele, Romania
- Szernye, Ucraina
- Wilamowice, Polonia